# Fenestraja maceachrani
Fenestraja maceachrani är en rockeart som först beskrevs av Bernard Séret 1989.  Fenestraja maceachrani ingår i släktet Fenestraja och familjen egentliga rockor. IUCN kategoriserar arten globalt som otillräckligt studerad. Inga underarter finns listade i Catalogue of Life.